# 大唐天竺使出铭
大唐天竺使出铭，位于中国西藏自治区日喀则地区吉隆县宗嘎镇，刻于658年。

## 简介
大唐天竺使出铭位于宗嘎镇以北约4.5千米处的崖壁上，是唐朝王玄策第三次出使天竺时于显庆三年（658年）途经吉隆时所刻。崖壁距地面5米，高4米，宽1.5米。全文使用汉字阴刻，除“大唐天竺使出铭”为篆额外，其余为楷书，现存24列共311字。这是目前在西藏自治区发现的唯一一处唐代石刻。2001年被列为第五批全国重点文物保护单位。